# Leleg
Za druga značenja, pogledajte „Leleg (mitologija)”.
Prema grčkoj mitologiji, Leleg (starogrčki Λέλεξ, G Λέλεγος) bio je jedan od prvih stanovnika Lakonije te je postao prvi kralj te pokrajine, koja se po njemu tada zvala Lelegija. Mit kaže da je Leleg rođen iz Zemlje.
Leleg je oženio nimfu Kleohariju, koja mu je rodila nekoliko sinova, uključujući Mileta i Polikaona. Neki Lelegovu ženu zove Peridija te postoji tradicija prema kojoj mu je ona rodila Mileta, Poliklona, Bomoloha i Terapnu. Druga tradicija kaže da je Leleg bio sin Spartusa te otac Amikle od Sparte.
Preko Mileta, Leleg je bio djed Eurota, koji je imao kćer Spartu. Ta se žena kasnije udala za Lakedemona, koji je nazvao grad Spartu po svojoj supruzi, ali je grad zvan i po njemu.
Junak Perzej bio je potomak Lelegov jer je Lelegova praunuka Sparta bila majka Euridike, supruge Akrizija, kralja Arga. Euridika je bila Danajina majka te Perzejeva baka.
U Sparti je postojao maleni hram posvećen Lelegu.